# Pfarrhaus (Obervolkach)

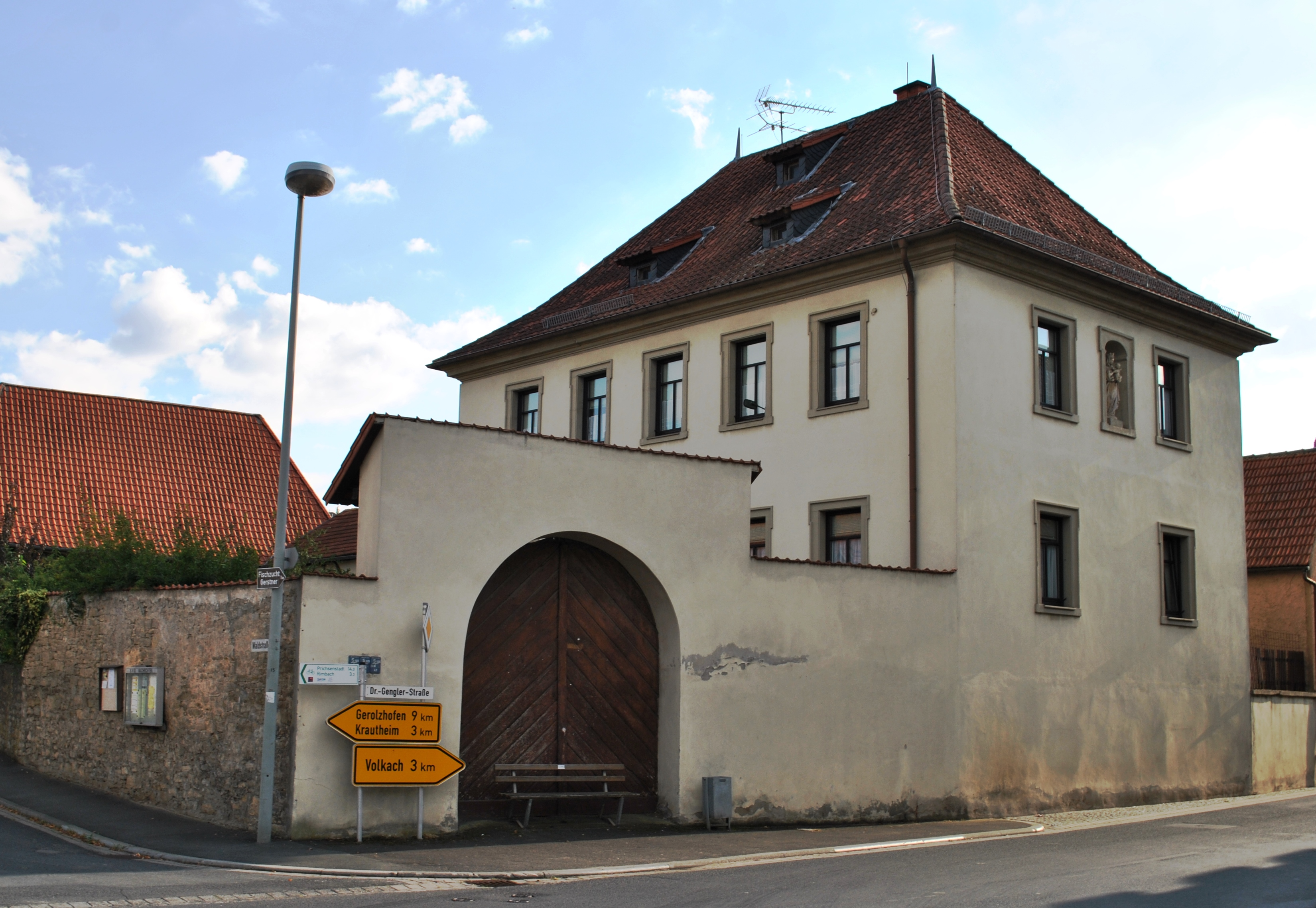
Das Pfarrhaus in Obervolkach

Das Pfarrhaus (Adresse Dr.-Gengler-Straße 14, früher Hausnummer 25) ist ein denkmalgeschütztes Gebäude im unterfränkischen Obervolkach.

## Geschichte
Das noch bestehende Pfarrhaus wurde nach dem Dreißigjährigen Krieg erbaut. Eine Inschrift im Hofportal verweist auf das Jahr 1699. Lange Zeit bewohnten die Pfarrherren von Obervolkach das Gebäude, heute ist der Bau an Privatpersonen vermietet. Bei einem Umbau 1980 und 1981 durch die Kirchenstiftung St. Nikolaus sanierte der Volkacher Architekt Hans-Peter Röschert das gesamte Anwesen.

## Beschreibung
Das große Anwesen ist ein zweigeschossiger Walmdachbau. Die Fenster sind geohrt. An der Straßenseite hat das Pfarrhaus drei, an der Längsseite fünf Fensterachsen. Zur Straße hin zeigt eine moderne Hausfigur in einer Nische die Himmelskönigin. Die Hofmauer um den ehemaligen Pfarrhof ist teilweise erhalten. In der  Scheune  mit Fachwerk waren zeitweise die Pfarrbücherei und ein Archiv untergebracht.